# Josef Kellerer
Josef „Sepp“ Kellerer (* 27. August 1946) ist ein deutscher Kommunalpolitiker (CSU) und ehemaliger Oberbürgermeister von Fürstenfeldbruck.

## Werdegang
Kellerer ist ausgebildeter Landwirtschaftsmeister und war als Landwirt berufstätig. Im Alter von 24 Jahren wurde er erstmals in den Kreistag des Landkreises Fürstenfeldbruck gewählt und war von 1990 bis 1996 stellvertretender Landrat. Im Frühjahr 1996 wurde er gegen die Amtsinhaberin Eva-Maria Schumacher (SPD) zum Oberbürgermeister der Stadt Fürstenfeldbruck gewählt. Bei den Bürgermeisterwahlen 2002 und 2008 wurde er jeweils im Amt bestätigt. 2014 konnte er wegen Erreichens der Altersgrenze nicht mehr zur Wahl antreten. Dem Kreistag des Landkreises Fürstenfeldbruck gehört er auch in der Amtszeit 2014–2020 an.

## Ehrungen
- Die Stadt Fürstenfeldbruck hat ihn im November 2014 zum Alt-Oberbürgermeister ernannt.[4]
- Die Bayerische Verfassungsmedaille in Silber für seine 18-jährige Tätigkeit als Oberbürgermeister wurde ihm von Landtagspräsidentin Barbara Stamm am 9. Dezember 2016 verliehen.
- Denkmalschutzmedaille 2018